# تي سي للطاقة
شركة تي سي للطاقة (المعروفة سابقًا باسم شركة ترانس كندا)، هي إحدى شركات الطاقة الرئيسية في أمريكا الشمالية، ومقرها في كالغاري، ألبرتا، كندا، وتقوم بتطوير وتشغيل البنية التحتية للطاقة في كندا والولايات المتحدة والمكسيك. تدير الشركة ثلاث شركات رئيسية هي: خطوط أنابيب الغاز الطبيعي وخطوط أنابيب السوائل والطاقة.
تضم شبكة خطوط أنابيب الغاز الطبيعي 92,600 كيلومتر (57,539 ميل) من خط أنابيب الغاز الذي ينقل أكثر من 25٪ من الطلب على الغاز الطبيعي في أمريكا الشمالية. يشمل قسم خطوط أنابيب السوائل 4,900 كيلومتر (3,045 ميل) من خط أنابيب النفط ، الذي يشحن 590،000 برميل من النفط الخام يوميًا ، أي حوالي 20٪ من صادرات غرب كندا. يمتلك قسم الطاقة أو لديه مصالح في 11 منشأة لتوليد الطاقة بطاقة مجمعة تبلغ 6،600 ميجاوات (MW). وتشمل مصادر الطاقة هذه الغازات الطبيعية والغاز التي يتم إطلاقها.

## التاريخ

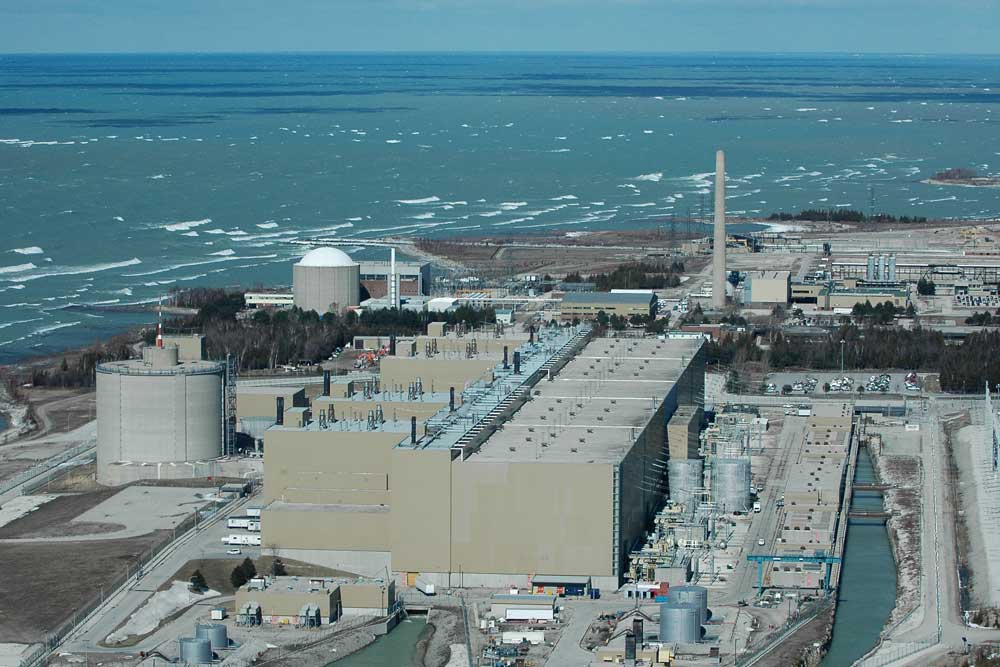
محطة بروس لتوليد الطاقة النووية

تأسست الشركة في عام 1951 بموجب قانون خاص للبرلمان باسم Trans-Canada Pipe Lines Limited. كان الغرض من الشركة هو تطوير خط أنابيب ترانس كندا (المعروف الآن باسم الخط الرئيسي الكندي)، لتزويد أسواق شرق كندا بالغاز الطبيعي المنتج في الغرب.
في عام 1998، اندمجت ترانس كندا مع شركة نوفا للكيماويات، مُحتفظة بنفس الاسم، لتصبح الشركة الجديدة رابع أكبر شركة خدمات نفطية في أمريكا الشمالية.
في محاولة لتوسيع وجودها في الولايات المتحدة، استحوذت ترانس كندا في عام 2016 على مجموعة كولومبيا لخطوط الأنابيب مقابل 13 مليار دولار أمريكي. أضافت عملية الاستحواذ في كولومبيا شبكة خطوط أنابيب في ولاية بنسلفانيا والولايات المحيطة بها ، حيث توجد تكوينات الغاز الصخري مارسيلوس تشكيل و يوتيكا شايل.

في مايو 2019 ، غيرت الشركة اسمها من شركة ترانس كندا إلى تي سي للطاقة لتعكس بشكل أفضل أعمال الشركة، والتي تشمل خطوط الأنابيب وتوليد الطاقة وعمليات تخزين الطاقة في كندا والولايات المتحدة والمكسيك.

شعار ترانس كندا قبل تغيير اسمها التجاري TC Energy.

## روابط خارجية
- حجر الزاوية XL خط أنابيب الموقع الرسمي